# Nathaniel Clyne
Nathaniel Edwin Clyne (Stockwell, Londres, Inglaterra, 5 de abril de 1991) es un futbolista británico que juega en la demarcación de defensa y desde 2020 se encuentra en el Crystal Palace F. C. de la Premier League.

## Trayectoria

### Crystal Palace
Clyne debutó como futbolista profesional con el Crystal Palace en un partido de liga el 18 de octubre de 2008 contra el Barnsley. Firmó un contrato de tres años con el Palace el 20 de octubre de 2008, y Neil Warnock —entrenador del Crystal Palace— describió a Clyne como que "tiene un futuro brillante en el juego". Su primer gol con el club lo anotó en una victoria por 4–2 contra el Reading el 8 de diciembre de 2009. En febrero de 2010 se le ofreció un traspaso al Wolverhampton Wanderers —que disputaba la Premier League—, pero la rechazó sin siquiera entrar en conversaciones con el entrenador Mick McCarthy.
En la temporada 2010–11, Clyne se convirtió en el jugador más joven de la Football League que jugó cada partido de la temporada, ganando el premio de jugador del año del Crystal Palace.

### Southampton
El 19 de julio de 2012, Clyne firmó un contrato de cuatro años por el Southampton, recién ascendido a la Premier League. Hizo su debut el 19 de agosto, en un partido que acabó en derrota contra el Manchester City por 3-2 en el City of Manchester Stadium. Su debut en casa se produjo seis días después en un partido que acabó en derrota contra el Wigan Athletic. Marcó su primer gol para el club el 22 de septiembre, en un partido ganado en casa por 4-1 contra el Aston Villa, asistido por Gastón Ramírez contra el equipo que entrenaba Stuart Pearce en el St. Mary's Stadium. Su segundo gol para el club fue en la tercera ronda de la FA Cup contra el Burnley el 4 de enero de 2014, abriendo el marcador en la victoria por 4-3 en casa tras un pase de más de 22 metros de Tom Heaton.
Clyne marcó en el primer partido del Southampton en la temporada 2014–15, en un partido contra el Liverpool en Anfield el 17 de agosto, que acabó en derrota por 2-1. Marcó su segundo gol de la temporada el 23 de septiembre, dando la victoria al Southampton por 2–1 contra el Arsenal en la tercera ronda de la Copa de la Liga.

### Liverpool
El 1 de julio de 2015, el Liverpool confirmó el fichaje de Clyne desde el Southampton por 12.5 millones de libras con un contrato de cinco años, con su antiguo club, el Crystal Palace recibiendo un pago de £2.5 millones. Clyne hizo su debut con la camiseta del Liverpool contra el True Thai Premier League All Stars en Bangkok el 15 de julio en un partido de pretemporada. Clyne debutó finalmente con el Liverpool en un partido que acabó con victoria por 1-0 contra el Stoke City en el primer partido de la temporada 2015-16.

### Bournemouth
El 4 de enero de 2019 el A. F. C. Bournmeouth logró su cesión hasta final de temporada.
En junio de 2020 abandonó el club de Liverpool una vez expiró su contrato, regresando en el mes de octubre al Crystal Palace F. C. ocho años después.

## Selección nacional
Fue seleccionado por primera vez con la selección de Inglaterra para los partidos de clasificación para la Eurocopa 2016 contra San Marino y Estonia, aunque no llegó a jugar ningún minuto. Debutó el 15 de noviembre de 2014 a las órdenes de Roy Hodgson para disputar un partido de clasificación para la Eurocopa 2016 contra Eslovenia donde jugó los 90 minutos y que finalizó con un resultado de victoria por 3-1.

### Participaciones en Eurocopas
| Copa          | Sede    | Resultado        | Partidos | Goles |
| ------------- | ------- | ---------------- | -------- | ----- |
| Eurocopa 2016 | Francia | Octavos de final | 1        | 0     |

### Partidos internacionales
| #  | Fecha                   | Estadio                                   | Oponente     | Resultado | Competición                         |
| -- | ----------------------- | ----------------------------------------- | ------------ | --------- | ----------------------------------- |
| 1  | 15 de noviembre de 2014 | Wembley, Londres, Inglaterra              | Eslovenia    | 3-1       | Clasificación para la Eurocopa 2016 |
| 2  | 18 de noviembre de 2014 | Celtic Park, Glasgow, Escocia             | Escocia      | 1–3       | Amistoso                            |
| 3  | 27 de marzo de 2015     | Wembley, Londres, Inglaterra              | Lituania     | 4–0       | Clasificación para la Eurocopa 2016 |
| 4  | 31 de marzo de 2015     | Juventus Stadium, Turín, Italia           | Italia       | 1–1       | Amistoso                            |
| 5  | 14 de junio de 2015     | Stožice, Liubliana, Eslovenia             | Eslovenia    | 2–3       | Clasificación para la Eurocopa 2016 |
| 6  | 5 de septiembre de 2015 | Olímpico, Serravalle, San Marino          | San Marino   | 0-6       | Clasificación para la Eurocopa 2016 |
| 7  | 8 de septiembre de 2015 | Wembley, Londres, Inglaterra              | Suiza        | 2–0       | Clasificación para la Eurocopa 2016 |
| 8  | 9 de octubre de 2015    | Wembley, Londres, Inglaterra              | Estonia      | 2–0       | Clasificación para la Eurocopa 2016 |
| 9  | 17 de noviembre de 2015 | Wembley, Londres, Inglaterra              | Francia      | 2–0       | Amistoso                            |
| 10 | 26 de marzo de 2016     | Olímpico, Berlín, Alemania                | Alemania     | 2–3       | Amistoso                            |
| 11 | 29 de marzo de 2016     | Wembley, Londres, Inglaterra              | Países Bajos | 1-2       | Amistoso                            |
| 12 | 27 de mayo de 2016      | Stadium of Light, Sunderland, Inglaterra  | Australia    | 2-1       | Amistoso                            |
| 13 | 20 de junio de 2016     | Geoffroy-Guichard, Saint-Étienne, Francia | Eslovaquia   | 0-0       | Eurocopa 2016                       |
| 14 | 15 de noviembre de 2016 | Wembley, Londres, Inglaterra              | España       | 2-2       | Amistoso                            |

## Estadísticas
Actualizado al 20 de abril de 2021.
| Club                                                                | Temporada | Liga           | Liga     | Liga  | FA Cup   | FA Cup | Copa de la Liga | Copa de la Liga | UEFA(1)  | UEFA(1) | Total    | Total |
| Club                                                                | Temporada | División       | Partidos | Goles | Partidos | Goles  | Partidos        | Goles           | Partidos | Goles   | Partidos | Goles |
| ------------------------------------------------------------------- | --------- | -------------- | -------- | ----- | -------- | ------ | --------------- | --------------- | -------- | ------- | -------- | ----- |
| Crystal Palace                                                      | 2008-09   | Championship   | 26       | 0     | 3        | 0      | 0               | 0               | –        | –       | 29       | 0     |
| Crystal Palace                                                      | 2009-10   | Championship   | 22       | 1     | 5        | 0      | 1               | 0               | –        | –       | 28       | 1     |
| Crystal Palace                                                      | 2010-11   | Championship   | 46       | 0     | 1        | 0      | 2               | 0               | –        | –       | 49       | 0     |
| Crystal Palace                                                      | 2011-12   | Championship   | 28       | 0     | 0        | 0      | 3               | 0               | –        | –       | 31       | 0     |
| Crystal Palace                                                      | Total     | Total          | 122      | 1     | 9        | 0      | 6               | 0               | –        | –       | 137      | 1     |
| Southampton                                                         | 2012-13   | Premier League | 34       | 1     | 0        | 0      | 0               | 0               | –        | –       | 34       | 1     |
| Southampton                                                         | 2013-14   | Premier League | 25       | 0     | 3        | 1      | 1               | 0               | –        | –       | 29       | 1     |
| Southampton                                                         | 2014-15   | Premier League | 35       | 2     | 2        | 0      | 4               | 1               | –        | –       | 41       | 3     |
| Southampton                                                         | Total     | Total          | 94       | 3     | 5        | 1      | 5               | 1               | –        | –       | 104      | 5     |
| Liverpool                                                           | 2015-16   | Premier League | 33       | 1     | 1        | 0      | 4               | 1               | 14       | 0       | 52       | 2     |
| Liverpool                                                           | 2016-17   | Premier League | 37       | 0     | 0        | 0      | 4               | 0               | –        | –       | 41       | 0     |
| Liverpool                                                           | 2017–18   | Premier League | 3        | 0     | 0        | 0      | 0               | 0               | 2        | 0       | 5        | 0     |
| Liverpool                                                           | 2018-19   | Premier League | 4        | 0     | 0        | 0      | 1               | 0               | 0        | 0       | 5        | 0     |
| Liverpool                                                           | Total     | Total          | 77       | 1     | 1        | 0      | 9               | 1               | 16       | 0       | 103      | 2     |
| Bournemouth                                                         | 2018-19   | Premier League | 14       | 0     | 1        | 0      | 0               | 0               | 0        | 0       | 15       | 0     |
| Bournemouth                                                         | Total     | Total          | 14       | 0     | 1        | 0      | 0               | 0               | 0        | 0       | 15       | 0     |
| Crystal Palace                                                      | 2020-21   | Premier League | 13       | 0     | 1        | 0      | 0               | 0               | 0        | 0       | 14       | 0     |
| Crystal Palace                                                      | Total     | Total          | 13       | 0     | 1        | 0      | 0               | 0               | 0        | 0       | 14       | 0     |
| Total                                                               | Total     | Total          | 320      | 5     | 17       | 1      | 20              | 2               | 16       | 0       | 373      | 8     |
| (1) Incluye datos de la UEFA Champions League / UEFA Europa League. |           |                |          |       |          |        |                 |                 |          |         |          |       |

## Palmarés

### Títulos nacionales
| Título           | Club                 | País       | Año  |
| ---------------- | -------------------- | ---------- | ---- |
| FA Cup           | Crystal Palace F. C. | Inglaterra | 2025 |
| Community Shield | Crystal Palace F. C. | Inglaterra | 2025 |

### Distinciones individuales
| Distinción           | Año  |
| -------------------- | ---- |
| PFA Team of the Year | 2012 |